# شی‌یون (خواننده)
شی‌یون (به انگلیسی: Xiyeon) با نام اصلی پارک جونگ هیون (به انگلیسی: Park Jung-hyun) (زاده ۱۴ نوامبر ۲۰۰۰) بازیگر، خواننده و مدل اهل کره جنوبی است.